# Babatan (Balongpanggang)
Babatan is een bestuurslaag in het regentschap Gresik van de provincie Oost-Java, Indonesië. Babatan telt 2806 inwoners (volkstelling 2010).